# Hesperophanini
Tribu
Les Hesperophanini  sont une tribu d'insectes coléoptères de la famille des Cerambycidae et de la sous-famille des Cerambycinae.

## Dénomination
Cette tribu a été décrite par l'entomologiste français Étienne Mulsant en 1839, sous le nom de Hesperophanini.

### Synonymie
- Hesperophanaires (Mulsant, 1839)
- Hesperophanites (Fairmaire) par Jacquelin DuVal en 1864
- Hesperophanides (Lacordaire, 1869)
- Hesperophaninae (Pascoe, 1869)

## Taxinomie
Liste des genres 
- Aesiotyche Pascoe, 1865
- Africophanes Sama, 1991
- Aganipus Fairmaire, 1893
- Alastos Napp & Martins, 1982
- Anatinomma Bates, 1892
- Anoplomerus Guérin-Méneville, 1844
- Aphoplistus Murray, 1870
- Aspitus Kolbe, 1893
- Austranoplium Chemsak & Linsley, 1963
- Austrophanes Chemsak & Linsley, 1963
- Blabinotus Wollaston, 1854
- Brittonella Fisher, 1932
- Brothylus LeConte, 1859
- Cacophrissus Bates, 1885
- Catoptronotum Zajciw, 1959
- Cerasphorus Audinet-Serville, 1834
- Cetimaique Martins & Galileo, 1999
- Cidugala Aurivillius, 1908
- Corupella Martins & Napp, 2007
- Crinarnoldius Lepesme & Breuning, 1956
- Dubiefostola (Tavakilian & Monné, 1991)
- Eburiomorpha Fisher, 1935
- Eucrossus LeConte, 1873
- Eusapia Gounelle, 1909
- Garissa  (Quentin & Villiers, 1979)
- Garnierius Adlbauer, 2001
- Gastrophacodes Lea, 1916
- Gnatholea Thomson, 1860
- Gnatholeophanes Kolbe, 1900
- Grammicosum Blanchard in Orbigny, 1843
- Haplidus LeConte, 1873
- Hesperanoplium Linsley, 1957
- Hespereburia Tavakilian & Monné, 1991
- Hesperophanes (Dejean, 1835)
- Hesperophanoschema Zajciw, 1970
- Hesperophymatus Zajciw, 1959
- Heteraneflus Chemsak & Linsley, 1963
- Hololeprus Gerstäcker, 1884
- Lasiophanes Aurivillius, 1916
- Limernaea Thomson, 1878
- Liosteburia Tavakilian & Monné, 1991
- Liostola Zajciw, 1962
- Malobidion Schaeffer, 1908
- Meganoplium Linsley, 1940
- Megosmidus Hovore, 1988
- Nesophanes Chemsak, 1967
- Nortia Thomson, 1864
- Ochrus Lacordaire, 1869
- Oebarina Pascoe, 1866
- Oemophanes Adlbauer, 2001
- Oraphanes Chemsak & Linsley, 1984
- Osmidus LeConte, 1873
- Paracorupella Martins & Galileo, 2009
- Paraliostola Tavakilian & Monné, 1991
- Parandraceps Giesbert, 1998
- Paraphacodes Belon 1902
- Penichroa Stephens, 1839
- Perilasius Bates, 1880
- Phacodes Newman, 1840
- Phrynocris Bates, 1867
- Phymatioderus Blanchard in Orbigny, 1843
- Potiaete Martins & Galileo, 1999
- Pufujia Holzschuh, 1995
- Rusapeana Adlbauer, 1995
- Sotira Pascoe, 1885
- Stromatiodes J. Thomson, 1878
- Stromatium Audinet-Serville, 1834
- Swaziphanes Adlbauer, 2002
- Tanzaniphanes Adlbauer, 2007
- Teinotus Brancsik, 1897
- Tetropiopsis Chobaut, 1899
- Thecladoris Gounelle, 1909
- Tippmannia Monné, 2006
- Tomentophanes Adlbauer, 2004
- Trachelophanes Murray, 1870
- Trichoferus Wollaston, 1854
- Tropicophanes Sama, 1991
- Turcmenigena Melgunov, 1894
- Tylonotus Haldeman, 1847
- Vilchesia Cerda, 1980
- Xeranoplium Linsley, 1957
- Xuthodes Pascoe, 1875
- Zambiphanes Adlbauer, 2009
- Zamodes LeConte, 1873
- Zathecus Bates, 1867
- Zoodes Pascoe, 1867

### Articles liés
- Cerambycinae
- Liste des Cerambycinae de Guyane